# André Calmettes
André Calmettes (18 de agosto de 1861 – 14 de marzo de 1942) fue un director y actor teatral y cinematográfico de nacionalidad francesa.

## Biografía
Nacido en París, Francia, durante una veintena de años fue actor teatral, hasta que pudo ser director artístico y director en la compañía Le Film d'Art, fundada por los hermanos Laffitte.
En 1908, para cubrir el ruido que hacían los espectadores, André Calmettes tuvo una idea genial, la de pedir para su siguiente film una música de acompañamiento. Uno de los primeros compositores en escribir música para el cine fue Camille Saint-Saëns, que compuso para el film L'Assassinat du duc de Guise, siendo interpretada la melodía en directo en la sala de proyección por un pianista. 
En tres años, desde 1909 a 1912, hizo actuar frente a la pantalla, en un estilo muy teatral, a intérpretes ya célebres en las tablas: Sarah Bernhardt, Gabrielle Réjane o Jean Mounet-Sully en adaptaciones de los clásicos de la literatura, como fue el caso de  Hamlet, Macbeth, Oliver Twist, Ferragus, La Duchesse de Langeais y Le Colonel Chabert.
A partir de 1913 se centró de nuevo en el teatro, y no trabajó en el cine más que como actor, destacando su participación en Le Petit Chose, de André Hugon.
André Calmettes falleció en París en 1942.

## Filmografía

### Como director
| - 1908 : Un duel sous Richelieu - 1908 : L'Assassinat du duc de Guise - 1908 : Britannicus - 1908 : Oedipe roi - 1909 : Macbeth - 1909 : L'Arrestation de la duchesse de Berry - 1909 : Le Baiser de Judas (codirección) - 1909 : Les Enfants d'Édouard - 1909 : Héliogabale - 1909 : Le Légataire universel - 1909 : La Légende de la Sainte-Chapelle - 1909 : Louis XI - 1909 : Le Retour d'Ulysse - 1909 : Rigoletto - 1909 : Rival de son père - 1909 : Le Roi de Rome - 1909 : La Grande Bretèche - 1910 : L'Aigle et l'aiglon - 1910 : Au temps des premiers chrétiens - 1910 : L'Avare - 1910 : Don Carlos | - 1910 : L'Écharpe - 1910 : Le Forgeron - 1910 : L'Héritière - 1910 : Le Lépreux de la cité d'Aoste - 1910 : La Mésaventure du capitaine Clavaroche - 1910 : Résurrection (codirección) - 1910 : Roi d'un jour - 1910 : La Vengeance de Louis XIII - 1911 : Camille Desmoulins (codirección) - 1911 : Le Chevalier d'Essex - 1911 : Décadence - 1911 : La Fin d'un joueur - 1911 : Jésus de Nazareth (codirección) - 1911 : Madame Sans-Gêne (codirección) - 1911 : Pour l'empereur - 1911 : L'Usurpateur - 1912 : Richard III - 1912 : La Dame aux camélias - 1912 : Mignon - 1912 : Les Trois mousquetaires (codirección) |

### Como actor
- 1910 : Le Forgeron
- 1910 : La Mésaventure du capitaine Clavaroche
- 1911 : Pour l'empereur
- 1923 : Le Petit Chose, de André Hugon
- 1924 : La Closerie des Genets

## Teatro
- 1888 : La Marchande de sourires, de Judith Gautier, Teatro del Odéon
- 1891 : Amoureuse, de Georges de Porto-Riche, Teatro del Odéon
- 1896 : Amoureuse, de Georges de Porto-Riche, Teatro du Vaudeville
- 1896 : Lysistrata, de Maurice Donnay, a partir de Aristófanes, Teatro du Vaudeville
- 1900 : L'Aiglon, de Edmond Rostand, Teatro Sarah-Bernhardt
- 1900 : L'Assommoir, de Émile Zola, Teatro de la Porte Saint-Martin
- 1902 : Lucette, de Romain Coolus, Théâtre du Gymnase Marie-Bell
- 1902 : Le Détour, de Henri Bernstein, Théâtre du Gymnase Marie-Bell
- 1902 : Joujou, de Henri Bernstein, Théâtre du Gymnase Marie-Bell
- 1904 : Les Malefilâtre, de Georges de Porto-Riche, Teatro de la Renaissance
- 1904 : Amoureuse, de Georges de Porto-Riche, Teatro de la Renaissance
- 1904 : Le Friquet, de Henry Gauthier-Villars, Théâtre du Gymnase Marie-Bell
- 1905 : L'Âge d'aimer, de Pierre Wolff, Théâtre du Gymnase Marie-Bell
- 1907 : Son père, de Albert Guinon y Alfred Bouchinet, Teatro del Odéon
- 1907 : Les Plumes du paon, de Alexandre Bisson y Julien Berr de Turrique, Teatro del Odéon
- 1908 : L'Alibi, de Gabriel Trarieux, Teatro del Odéon
- 1912 : La Femme seule, de Eugène Brieux, Théâtre du Gymnase Marie-Bell
- 1914 : Le destin est maître, de Paul Hervieu, Teatro de la Porte Saint-Martin
- 1914 : Monsieur Brotonneau, de Gaston Arman de Caillavet y Robert de Flers, Teatro de la Porte Saint-Martin
- 1923 : La Gardienne, de Pierre Frondaie, Teatro de la Porte Saint-Martin